# ATP Challenger Hua Hin
Das ATP Challenger Hua Hin (offizieller Name: E@ Hua Hin Open Challenger) war ein Tennisturnier in Hua Hin, das 2015 und 2017 ausgetragen wurde. Es war Teil der ATP Challenger Tour und wurde im Freien auf Hartplatz ausgetragen.

## Liste der Sieger

### Einzel
| Jahr | Sieger            | Finalgegner        | Ergebnis          |
| ---- | ----------------- | ------------------ | ----------------- |
| 2017 | John Millman      | Andrew Whittington | 6:2, 6:2          |
| 2016 | nicht ausgetragen | nicht ausgetragen  | nicht ausgetragen |
| 2015 | Yūichi Sugita     | Stéphane Robert    | 6:2, 1:6, 6:3     |

### Doppel
| Jahr | Sieger                                | Finalgegner                     | Ergebnis          |
| ---- | ------------------------------------- | ------------------------------- | ----------------- |
| 2017 | Sanchai Ratiwatana Sonchat Ratiwatana | Austin Krajicek Jackson Withrow | 6:4, 5:7, [10:5]  |
| 2016 | nicht ausgetragen                     | nicht ausgetragen               | nicht ausgetragen |
| 2015 | Lee Hsin-han Lu Yen-hsun              | Andre Begemann Purav Raja       | kampflos          |